# Panne de courant new yorkaise de 1977
La panne de courant new yorkaise de 1977 est une panne d'électricité qui plonge la ville américaine de New York dans le noir les 13 et 14 juillet 1977. Seul le quartier du Queens n'est pas touché car il dépend d'un autre système d'approvisionnement électrique. Cette panne est l'occasion de véritables pillages et entraîne de multiples désordres sociaux.

## Origine
Ce grand incident est dû à un orage, dont les chocs de foudre successifs sur des lignes de transport provoquent la perte de ces lignes et de groupes de production.

## Chronologie
New York est touchée par une panne d’électricité à la suite de laquelle se produisent des pillages et des émeutes qui entraînent l’arrestation de presque 4 000 personnes. Faute de délestage effectué suffisamment rapidement, de nouvelles disjonctions surviennent en cascade. L'ensemble de New York est coupé, soit environ 6 GW. Il faudra 36 heures pour réalimenter totalement New-York. Durant la nuit plus d'un millier d'incendies se déclarent à la suite de la coupure.
On[Qui ?] estime une perte de 150 millions de dollars pour les commerces victimes des pillages[réf. nécessaire].

## Œuvres inspirées
Livres :
- 2019, Stranger Things, Darkness on the edge of the town, Addams Christopher (black out sur la ville qui ne dort jamais)

Dans ce livre, la coupure a été provoquée par un gang pour un rituel satanique.
- 2022, Tout noir de Gilles Baum et Amandine Piu (édition Amaterra)

Dans ce livre, une petite fille part à la recherche de sa maman qui n'est pas encore rentrée quand le blackout survient.
• 2020, Hunters de David Weil, Saison 1 épisode 8 et 9
Meyer Offerman, rescapé d'Auschwitz, dirige groupuscule de vengeurs clandestins, tous spécialisés dans l'identification et l’élimination d’anciens Nazis cachés sur le sol américain, en 1977. Dans ces épisodes, le black-out est provoqué par 2 bombes posées par cet organisation d’anciens Nazis. 